# 高橋ルネ
高橋 ルネ（たかはし ルネ、1993年5月27日 - ）は、日本の役者。東京都日野市出身。

## 人物
東京都立片倉高等学校造形表現コースにて、3年間油絵を専門的に学ぶ。高校在学中、野田地図の『農業少女』を観劇し、役者を目指す。多摩美術大学美術学部映像演劇学科に入学し、舞台を中心に学ぶ。大学卒業後、株式会社エコーズに所属。無類の猫好きで「電池」という名前の猫を飼っている。趣味はバレエ。

## 作品

### 舞台
- 天ぷら銀河『雪女を撃て!〜死んだら死んだで問題ない〜』（2012年）
- 宗教劇団ピャー『プロフェッショナルを見ていた凡人が旧約聖書を手にとった』（2013年）
- Pi&Co.『monomania』（2014年）
- ジエン社『いつまでも私たちきっと違う風にきっと思われていることについて』（2016年） - 茉莉 役
- FUKAIPRODUSE羽衣『愛いっぱいの愛を』（2016年）
- ジエン社『夜組』（2017年） - 未子 役

### 映画
- 『夜、逃げる』（監督：山田佳奈）

### テレビドラマ
- バイプレイヤーズ 〜もしも6人の名脇役がシェアハウスで暮らしたら〜（2017年1月14日 - 4月1日、テレビ東京） - スタッフ 役
- 「東京ヴァンパイアホテル」（2017年、Amazonプライム）  世にも奇妙な物語’17　春の特別篇「カメレオン俳優」（2017年、フジテレビ）  テッペン!　水ドラ!　「3人のパパ」（2017年、TBS)

### テレビアニメ
- ムズムズエイティーン（NHK）シリーズ2第3話、シリーズ3第18話

### CM
- リクルート　タウンワーク「彼氏が執事に」篇
- ファミチキ先輩　WEB-movie
- AIG　SPECIAL　MOVIE
- HISAMITSU アレグラ　TV-CF